# Helmut Eschner
Helmut Eschner – zbrodniarz hitlerowski, Rapportführer w niemieckim obozie koncentracyjnym Gross-Rosen i SS-Hauptscharführer.

## Życiorys
Od 1941 do lutego 1945 pełnił służbę w obozie Gross-Rosen jako oficer raportowy, odpowiedzialny za apele więźniów. Osobiście rozstrzeliwał więźniów i jeńców radzieckich. Nieustannie maltretował podległych mu więźniów. Tak jeden z incydentów z udziałem Eschnera wspomina Norbert Widok, były więzień Gross-Rosen: Pamiętam, jak kiedyś do Rapportführera Helmuta Eschnera zbliżał się więzień, któremu prawdopodobnie problemy zdrowotne uniemożliwiły przyjęcie odpowiedniej postawy do oddania honoru. Gdy odszedł kilka kroków od Eschnera, ten przewrócił go pejczem na ziemię, prawą ręką zadał potężny cios w brzuch. Więzień padł jak ścięty i prawdopodobnie stracił przytomność. Eschner podszedł do niego i stając mu na szyi, dokończył dzieła. Podsumował krótko „ab”.
Po zakończeniu wojny Helmut Eschner został dwukrotnie osądzony za swoje zbrodnie. Początkowo 7 października 1948 skazany został przez radziecki Trybunał Wojskowy na dożywotnie pozbawienie wolności w procesie załogi Gross-Rosen. Następnie 31 grudnia 1953 ponownie został skazany za zbrodnie popełnione w tym obozie. Tym razem zachodnioniemiecki sąd w Würzburgu wymierzył mu karę 12 lat więzienia za morderstwa dokonywane na więźniach Gross-Rosen (między innymi za wieszanie i rozstrzeliwanie jeńców radzieckich oraz indywidualne zabójstwa więźniów narodowości polskiej, żydowskiej, niemieckiej i innych).